# ساپود
چاپود (به مجاری:  Csapod) روستایی در مجارستان است که در ناحیه شوپرون واقع شده‌است.

## خصوصیات
چاپود ۲۹٫۱۹ کیلومترمربع مساحت و ۵۶۷ نفر جمعیت دارد.